# La Futura
La Futura ist das 15. Studioalbum der US-amerikanischen Bluesrock-Band ZZ Top. Es wurde in den Foambox Recordings in Houston, Texas aufgenommen und ist am 10. September 2012 erschienen.

## Entstehung
Nach Veröffentlichung des Vorgängeralbums Mescalero 2003 verbrachte ZZ Top die folgenden Jahre mit Tourneen und Liveauftritten. Etwa 2009 begann die Band mit dem Schreiben neuer Lieder. Den Anstoß für das Album gab Produzent Rick Rubin, der an ZZ Top herantrat und ihnen anbot, ein Studioalbum mit ihnen zu produzieren.
Das erste Stück des Albums I Gotsta Get Paid ist von dem 1996 veröffentlichten Rap-Song 25 Lighters inspiriert. Chartreuse zeigt die Wurzeln von ZZ Top im Bluesrock zu Zeiten von Rio Grande Mud, Have a Little Mercy entstand zufällig, als Dusty Hill und Frank Beard jammten. Das Stück Flyin’ High stellte ZZ Top 2011 dem mit Dusty Hill bekannten Astronauten Mike Fossum zur Verfügung. Dieser durfte einen Rough-Mix des Liedes nach Freigabe durch die NASA auf seinem iPod mit zur ISS-Expedition 28 nehmen. It’s Too Easy Mañana wurde von Gillian Welch und David Rawlings geschrieben.
Vier Titel des Albums (I Gotsta Get Paid, Chartreuse, Consumption und Over You) wurden als Download-EP Texicali im Juni 2012 vorab veröffentlicht.

## Titelliste
1. I Gotsta Get Paid (Gibbons, Dorsey, West, Brown III., Hardy, Moon) – 4:03
2. Chartreuse (Gibbons, Hill, Beard, Moon) – 2:57
3. Consumption (Gibbons) – 3:47
4. Over You (Gibbons, Hambridge) – 4:29
5. Heartache in Blue (Gibbons, Bruce) – 4:09
6. I Don’t Wanna Lose, Lose, You (Gibbons, Hambridge) – 4:20
7. Flyin’ High (Gibbons, Hanks, Sardy) – 4:17
8. It’s Too Easy Mañana (Rawlings, Welch, Gibbons (Text)) – 4:47
9. Big Shiny Nine (Gibbons, Hardy, Moon) – 3:11
10. Have a Little Mercy (Gibbons) – 3:18

## Kommerzieller Erfolg

### Chartplatzierungen
| ChartsChartplatzierungen       | Höchstplatzierung | Wochen |
| ------------------------------ | ----------------- | ------ |
| Deutschland (GfK)              | 5 (13 Wo.)        | 13     |
| Österreich (Ö3)                | 7 (9 Wo.)         | 9      |
| Schweiz (IFPI)                 | 4 (11 Wo.)        | 11     |
| Vereinigte Staaten (Billboard) | 6 (8 Wo.)         | 8      |
| Vereinigtes Königreich (OCC)   | 29 (3 Wo.)        | 3      |

| ChartsJahrescharts (2012) | Platzierung |
| ------------------------- | ----------- |
| Deutschland (GfK)         | 93          |
| Schweiz (IFPI)            | 90          |

### Auszeichnungen für Musikverkäufe
| Land/Region               | Auszeichnungen für Musikverkäufe (Land/Region, Auszeichnung, Verkäufe) | Verkäufe |
| ------------------------- | ---------------------------------------------------------------------- | -------- |
| Deutschland (BVMI)        | Gold                                                                   | 100.000  |
| Vereinigte Staaten (RIAA) | —                                                                      | 42.000   |
| Insgesamt                 | 1× Gold ·                                                              | 142.000  |

Hauptartikel: ZZ Top/Auszeichnungen für Musikverkäufe